# A Fal (televíziós műsor)
A Fal licencszerződésen alapuló magyar televíziós gameshow, amely az RTL Klubon fut és az amerikai The Wall című vetélkedő magyar változata. A vetélkedő műsorvezetője Sebestyén Balázs.

## A játék menete
A játékban egy ötemeletes fal tetejéről indítanak golyókat, amelyek a fal alján található 15 különböző pénzösszeggel jelölt rések valamelyikébe esnek. A fal tetején 7 különböző helyről indítható a golyó. A zöld golyók által eltalált összegek hozzáadódnak a megnyert összeghez, míg a piros golyók levonnak az összegből.

## Összegek
A játékot párban játsszák, a maximális főnyeremény pedig 100 millió forint. 3 kör van a játékban. A második körben ketté választják a párt, az egyik pár folytatja a küzdelmet a falon, a másik fél meg fehér, hangtalan szobában kell válaszolnia a kérdésekre.
| Játékmenet | Összeg/Fakkok | Összeg/Fakkok | Összeg/Fakkok | Összeg/Fakkok | Összeg/Fakkok | Összeg/Fakkok | Összeg/Fakkok | Összeg/Fakkok | Összeg/Fakkok | Összeg/Fakkok | Összeg/Fakkok | Összeg/Fakkok | Összeg/Fakkok | Összeg/Fakkok | Összeg/Fakkok |
| ---------- | ------------- | ------------- | ------------- | ------------- | ------------- | ------------- | ------------- | ------------- | ------------- | ------------- | ------------- | ------------- | ------------- | ------------- | ------------- |
| 1. kör     | 10            | 10.000        | 1000          | 100.000       | 100           | 40.000        | 10            | 220.000       | 10            | 40.000        | 100           | 100.000       | 1000          | 20.000        | 10            |
| 2. kör     | 10            | 20.000        | 1000          | 40.000        | 100           | 80.000        | 10            | 160.00        | 10            | 320.000       | 100           | 640.000       | 1000          | 2.2 MILLIÓ    | 10            |
| 3. kör     | 10            | 200.000       | 1000          | 400.000       | 100           | 600.000       | 10            | 1.6 MILLIÓ    | 10            | 2.2 MILLIÓ    | 100           | 3 MILLIÓ      | 1000          | 8 MILLIÓ      | 10            |

A játékban elvihető (elméleti) maximum főnyeremény 100 899 940 forint az alábbiak szerint.
| Játékmenet | Labdák (állomások)                     | Megjegyzés                                                                                      | Kérdés maximum | Kör maximum   | Játék maximum  |
| ---------- | -------------------------------------- | ----------------------------------------------------------------------------------------------- | -------------- | ------------- | -------------- |
| 1. kör     | 3 zöld (1, 4, 7)                       | Mindhárom labda a 220 ezres fakkba esik.                                                        | 660 000 Ft     | 660 000 Ft    | 660 000 Ft     |
| 1. kör     | 3 zöld (1, 4, 7)                       | Mindhárom labda a 220 ezres fakkba esik.                                                        | 660 000 Ft     | 1 320 000 Ft  | 1 320 000 Ft   |
| 1. kör     | 3 zöld (1, 4, 7)                       | Mindhárom labda a 220 ezres fakkba esik.                                                        | 660 000 Ft     | 1 980 000 Ft  | 1 980 000 Ft   |
| 1. kör     | 3 zöld (1, 4, 7)                       | Mindhárom labda a 220 ezres fakkba esik.                                                        | 660 000 Ft     | 2 640 000 Ft  | 2 640 000 Ft   |
| 1. kör     | 3 zöld (1, 4, 7)                       | Mindhárom labda a 220 ezres fakkba esik.                                                        | 660 000 Ft     | 3 300 000 Ft  | 3 300 000 Ft   |
| 2. kör     | 2 kötelező zöld                        | Mindkét labda a 2,2 milliós fakkba esik.                                                        | 4 400 000 Ft   | 4 400 000 Ft  | 7 700 000 Ft   |
| 2. kör     | 3 zöld (szimpla, dupla, tripla téttel) | Mindhárom labda a 2,2 milliós fakkba esik. (Szorzódik!)                                         | 13 200 000 Ft  | 17 600 000 Ft | 20 900 000 Ft  |
| 2. kör     | 2 kötelező piros                       | Mindkettő labda a 10 forintos fakkba esik.                                                      | -20 Ft         | 17 599 980 Ft | 20 899 980 Ft  |
| 3. kör     | 4 kötelező zöld                        | Mind a négy labda a 8 milliós fakkba esik.                                                      | 32 000 000 Ft  | 32 000 000 Ft | 52 899 980 Ft  |
| 3. kör     | 3 zöld (szimpla, dupla, tripla téttel) | Mindhárom labda a 8 milliós fakkba esik. (Szorzódik!)                                           | 48 000 000 Ft  | 80 000 000 Ft | 100 899 980 Ft |
| 3. kör     | 4 kötelező piros (szerződés után)      | Mind a négy labda a 10 forintos fakkba esik, és a kapszulában levő fél elutasítja a szerződést. | -40 Ft         | 79 999 960 Ft | 100 899 940 Ft |

## Évadok
| Évadok    | Évadnyitás         | Évadzárás         | Műsorvezető      | Eredeti adó |
| --------- | ------------------ | ----------------- | ---------------- | ----------- |
| Tesztadás | 2017. november 19. | 2017. december 2. | Sebestyén Balázs | RTL Klub    |
| 1.        | 2018. február 5.   | 2018. március 23. | Sebestyén Balázs | RTL Klub    |
| 2.        | 2018. május 14.    | 2018. június 8.   | Sebestyén Balázs | RTL Klub    |